# Primera A 2018 (Liga Catamarqueña de Fútbol)
La temporada 2018 de la Primera A de la Liga Catamarqueña de Fútbol fue la número 101 efectivamente completada, ya que desde su creación en 1917 sólo en 1945 no llegó a disputarse.
Esta edición estuvo integrada por dos torneos con sus respectivos campeones, otorgando sendas plazas al flamante Torneo Regional Federal Amateur 2019. Durante el primer torneo participaron 10 equipos del campeonato del año anterior en combinación con 10 de la Liga Chacarera en la llamada "Superliga del Valle Central" organizada por ambas ligas en conjunto, mientras que el segundo torneo fue jugado íntegramente por los equipos capitalinos.

## Formato
La temporada 2018 está conformada por 2 campeonatos, en el primero participaron los mejores 10 equipos de la Primera A de la Liga Catamarqueña de Fútbol del año anterior junto a 10 equipos de la Liga Chacarera, mientras que en el segundo torneo jugaron entre sí los equipos de la liga capitalina:
Superliga del Valle Central:
- Etapa clasificatoria
  - Se integrarán cuatro (4) zonas de cinco (5) equipos cada una, Zona A, B, C y D, totalizando los veinte clubes participantes, jugándose por el Sistema de todos contra todos a dos ruedas y por puntos, los equipos que queden libres jugarán un partido interzonal Zona A vs. Zona B y Zona C vs. Zona D; previo al sorteo, cada Liga propondrá cuatro equipos como cabezas de serie, las que se integrarán según sorteo a cada zona predeterminada. Clasificándose a los cuartos de final los equipos ubicados en 1° y 2° lugar de cada zona. Esta etapa contará con 8 fechas, procurando jugar durante los fines de semana.
- Cuartos de final
  - La disputarán los ocho (8) equipos ganadores de la etapa clasificatoria. Se desarrollará por el sistema de Eliminación directa en dos partidos, jugándose de la siguiente forma: el 1° de la Zona A vs. el 2° de la Zona B; el 1° de la Zona C vs. el 2° de la Zona D y así sucesivamente. Se clasifican a Semifinales, los cuatro ganadores. Solamente contemplan los puntos sin interesar la cantidad de goles, es decir que no interesa el resultado global. Así también se desarrollará en las siguientes fases.
- Semifinales
  - La disputarán los cuatro (4) equipos clasificados de los cuartos de final. Se desarrollará por el sistema de Eliminación directa en dos partidos, jugando el partido de vuelta de local el equipo mejor ubicado en la etapa clasificatoria. Los dos ganadores se clasifican para jugar la final del Torneo. Los perdedores juegan el 3° y 4° puesto.
- Tercer y cuarto puesto
  - Lo disputarán los dos equipos que resulten perdedores de las semifinales, previo a la final.
- Final
  - La disputarán los dos equipos ganadores. Se desarrollará en un solo partido. El ganador se consagrará como campeón del Torneo Integración Superliga del Valle Central 2018.
  - En caso de resultar con el marcador empatado al término de los 90 minutos de juego, se recurrirá a la ejecución de remates desde el punto de penal, (cinco alternados por equipos y de ser necesario uno alternado por equipo hasta definir).

Torneo Anual:
- El torneo se jugará a dos ruedas con el sistema de Todos Contra Todos.
- El equipo que se ubique en la primera posición en la Tabla de posiciones, se consagrará campeón del Torneo.
- La clasificación al Torneo Regional Federal Amateur 2019, será para el equipo que se encuentre en la primera posición de la Tabla de Promedios.[1]

Descensos
- El equipo que se ubique en la última posición de la Tabla de Promedios, descenderá y jugará la temporada 2019 en la Primera B.

## Equipos participantes
| Equipo                                  | Ciudad     | Departamento |
| --------------------------------------- | ---------- | ------------ |
| Club Deportivo Américo Tesorieri        | Catamarca  | Capital      |
| Club Atlético Policial                  | Catamarca  | Capital      |
| Club Atlético Defensores del Norte      | Catamarca  | Capital      |
| Club Sportivo Ferrocarriles del Estado  | Chumbicha  | Capayán      |
| Club Atlético Independiente             | Catamarca  | Capital      |
| Asociación Juventud Unida de Santa Rosa | Catamarca  | Capital      |
| Club Atlético San Lorenzo de Alem       | Catamarca  | Capital      |
| Club Atlético Vélez Sarsfield           | Catamarca  | Capital      |
| Club Sportivo Villa Cubas               | Catamarca  | Capital      |
| Club Atlético Rivadavia                 | Huillapima | Capayán      |

- Equipos de la Liga Chacarera participantes de la Superliga del Valle Central:

| Equipo                                        | Ciudad          | Departamento        |
| --------------------------------------------- | --------------- | ------------------- |
| Club Atlético Independiente                   | San Antonio     | Fray Mamerto Esquiú |
| Club Sportivo Social Rojas                    | Santa Rosa      | Valle Viejo         |
| Club Atlético San Martín                      | El Bañado       | Valle Viejo         |
| Club Social y Deportivo Las Pirquitas         | Las Pirquitas   | Fray Mamerto Esquiú |
| Club Sportivo Los Sureños                     | Pozo El Mistol  | Valle Viejo         |
| Club Deportivo Coronel Daza                   | Banda de Varela | Capital             |
| Club Social, Cultural y Deportivo La Estación | Miraflores      | Capayán             |
| Club Obreros de San Isidro                    | San Isidro      | Valle Viejo         |
| Club Defensores de Esquiú                     | Piedra Blanca   | Fray Mamerto Esquiú |
| Club Sportivo Villa Dolores                   | Villa Dolores   | Valle Viejo         |

## Superliga

### Primera fase

#### Zona A
| Pos. | Equipo                       | Pts. | PJ | PG | PE | PP | GF | GC | Dif. |
| ---- | ---------------------------- | ---- | -- | -- | -- | -- | -- | -- | ---- |
| 01.º | Américo Tesorieri            | 26   | 10 | 8  | 2  | 0  | 25 | 8  | 17   |
| 02.º | Social Rojas                 | 16   | 10 | 5  | 1  | 4  | 21 | 17 | 4    |
| 03.º | Juventud Unida de Santa Rosa | 13   | 10 | 4  | 1  | 5  | 13 | 14 | −1   |
| 04.º | Rivadavia (Huillapima)       | 12   | 10 | 3  | 3  | 4  | 13 | 20 | −7   |
| 05.º | Independiente (San Antonio)  | 8    | 10 | 2  | 2  | 6  | 10 | 23 | −13  |

|  | Clasificados a cuartos de final |

#### Zona B
| Pos. | Equipo                    | Pts. | PJ | PG | PE | PP | GF | GC | Dif. |
| ---- | ------------------------- | ---- | -- | -- | -- | -- | -- | -- | ---- |
| 01.º | Ferrocarriles (Chumbicha) | 22   | 10 | 7  | 1  | 2  | 24 | 19 | 5    |
| 02.º | Atlético Policial         | 20   | 10 | 6  | 2  | 2  | 30 | 9  | 21   |
| 03.º | San Martín (El Bañado)    | 15   | 10 | 4  | 3  | 3  | 24 | 12 | 12   |
| 04.º | Los Sureños               | 5    | 10 | 1  | 2  | 7  | 10 | 22 | −12  |
| 05.º | Las Pirquitas             | 4    | 10 | 1  | 1  | 8  | 17 | 43 | −26  |

|  | Clasificados a cuartos de final |

#### Zona C
| Pos. | Equipo                   | Pts. | PJ | PG | PE | PP | GF | GC | Dif. |
| ---- | ------------------------ | ---- | -- | -- | -- | -- | -- | -- | ---- |
| 01.º | Coronel Daza             | 20   | 10 | 6  | 2  | 2  | 23 | 16 | 7    |
| 02.º | Vélez Sarsfield          | 20   | 10 | 6  | 2  | 2  | 13 | 7  | 6    |
| 03.º | San Lorenzo de Alem      | 16   | 10 | 4  | 4  | 2  | 19 | 11 | 8    |
| 04.º | La Estación (Miraflores) | 9    | 10 | 3  | 0  | 7  | 13 | 24 | −11  |
| 05.º | Obreros de San Isidro    | 5    | 10 | 1  | 2  | 7  | 6  | 21 | −15  |

|  | Clasificados a cuartos de final |

#### Zona D
| Pos. | Equipo                  | Pts. | PJ | PG | PE | PP | GF | GC | Dif. |
| ---- | ----------------------- | ---- | -- | -- | -- | -- | -- | -- | ---- |
| 01.º | Defensores del Norte    | 25   | 10 | 8  | 1  | 1  | 31 | 15 | 16   |
| 02.º | Independiente (Capital) | 17   | 10 | 5  | 2  | 3  | 22 | 15 | 7    |
| 03.º | Villa Cubas             | 14   | 10 | 4  | 2  | 4  | 22 | 16 | 6    |
| 04.º | Defensores de Esquiú    | 10   | 10 | 2  | 4  | 4  | 16 | 23 | −7   |
| 05.º | Villa Dolores           | 4    | 10 | 1  | 1  | 8  | 6  | 23 | −17  |

|  | Clasificados a cuartos de final |

### Segunda fase
|  | Cuartos de final          | Cuartos de final         | Cuartos de final          |   |                           | Semifinales               | Semifinales               | Semifinales               |  |  | Final                      | Final                      | Final                      |
|  | 19 de mayo al 27 de mayo  | 19 de mayo al 27 de mayo | 19 de mayo al 27 de mayo  |   |                           | 3 de junio al 10 de junio | 3 de junio al 10 de junio | 3 de junio al 10 de junio |  |  | 16 de junio al 24 de junio | 16 de junio al 24 de junio | 16 de junio al 24 de junio |
|  |                           |                          |                           |   |                           |                           |                           |                           |  |  |                            |                            |                            |
|  | Américo Tesorieri         | 1                        | 1 (1)                     |   |                           |                           |                           |                           |  |  |                            |                            |                            |
|  | Atlético Policial         | 0                        | 2 (3)                     |   |                           |                           |                           |                           |  |  |                            |                            |                            |
|  | Atlético Policial         | 0                        | 2 (3)                     |   | Ferrocarriles (Chumbicha) | 1                         | 1                         |                           |  |  |                            |                            |                            |
|  |                           |                          |                           |   | Ferrocarriles (Chumbicha) | 1                         | 1                         |                           |  |  |                            |                            |                            |
|  |                           | Atlético Policial        | 0                         | 1 |                           |                           |                           |                           |  |  |                            |                            |                            |
|  | Ferrocarriles (Chumbicha) | Atlético Policial        | 0                         | 1 | 1                         | 2 (10)                    |                           |                           |  |  |                            |                            |                            |
|  | Ferrocarriles (Chumbicha) |                          |                           |   | 1                         | 2 (10)                    |                           |                           |  |  |                            |                            |                            |
|  | Social Rojas              | 2                        | 1 (9)                     |   |                           |                           |                           |                           |  |  |                            |                            |                            |
|  |                           |                          |                           |   |                           |                           |                           |                           |  |  | Coronel Daza               | 3                          | 4                          |
|  |                           |                          | Ferrocarriles (Chumbicha) | 1 | 1                         |                           |                           |                           |  |  |                            |                            |                            |
|  | Coronel Daza              | 3                        | 2                         |   |                           |                           |                           |                           |  |  |                            |                            |                            |
|  | Independiente (C)         | 1                        | 0                         |   |                           |                           |                           |                           |  |  |                            |                            |                            |
|  | Independiente (C)         | 1                        | 0                         |   | Defensores del Norte      | 0                         | 2                         |                           |  |  |                            |                            |                            |
|  |                           |                          |                           |   | Defensores del Norte      | 0                         | 2                         |                           |  |  |                            |                            |                            |
|  |                           | Coronel Daza             | 1                         | 5 |                           |                           |                           |                           |  |  |                            |                            |                            |
|  | Defensores del Norte      | Coronel Daza             | 1                         | 5 | 0                         | 2                         |                           |                           |  |  |                            |                            |                            |
|  | Defensores del Norte      |                          |                           |   | 0                         | 2                         |                           |                           |  |  |                            |                            |                            |
|  | Vélez Sarsfield           | 0                        | 1                         |   |                           |                           |                           |                           |  |  |                            |                            |                            |

|                                                      |
| Club Deportivo Coronel Daza 1° título                |
| Campeón Superliga del Valle Central 2018 (Primera A) |

## Torneo Anual
| Pos. | Equipo               | Pts. | PJ | PG | PE | PP | GF | GC | Dif. |
| ---- | -------------------- | ---- | -- | -- | -- | -- | -- | -- | ---- |
| 01.º | Américo Tesorieri    | 39   | 18 | 12 | 3  | 3  | 45 | 15 | 30   |
| 02.º | Atlético Policial    | 35   | 18 | 10 | 5  | 3  | 44 | 18 | 26   |
| 03.º | Villa Cubas          | 30   | 18 | 9  | 3  | 6  | 33 | 24 | 9    |
| 04.º | Defensores del Norte | 29   | 18 | 8  | 5  | 5  | 31 | 19 | 12   |
| 05.º | San Lorenzo de Alem  | 26   | 18 | 7  | 5  | 6  | 27 | 26 | 1    |
| 06.º | Vélez Sarsfield      | 24   | 18 | 6  | 6  | 6  | 19 | 24 | −5   |
| 07.º | Rivadavia (H)        | 20   | 18 | 5  | 5  | 8  | 17 | 30 | −13  |
| 08.º | Independiente (C)    | 14   | 18 | 2  | 8  | 8  | 19 | 41 | −22  |
| 09.º | Juventud Unida       | 12   | 18 | 2  | 6  | 10 | 22 | 41 | −19  |
| 10.º | Ferrocarriles        | 12   | 18 | 2  | 6  | 10 | 19 | 40 | −21  |

|  | El equipo que ocupe esta posición se consagrará campeón. |

|                                             |
| Club Deportivo Américo Tesorieri 19° título |
| Campeón Torneo Anual 2018                   |

## Descenso

### Tabla de promedios
| Pos. | Equipos                 | Promedio | Superliga | Anual | Total | PJ |
| ---- | ----------------------- | -------- | --------- | ----- | ----- | -- |
| 1º   | Américo Tesorieri       | 2,321    | 26        | 39    | 65    | 28 |
| 2º   | Atlético Policial       | 1,964    | 20        | 35    | 55    | 28 |
| 3º   | Defensores del Norte    | 1,928    | 25        | 29    | 54    | 28 |
| 4º   | Vélez Sarsfield         | 1,571    | 20        | 24    | 44    | 28 |
| 4º   | Villa Cubas             | 1,571    | 14        | 30    | 44    | 28 |
| 6º   | San Lorenzo de Alem     | 1,500    | 16        | 26    | 42    | 28 |
| 7º   | Ferrocarriles           | 1,214    | 22        | 12    | 34    | 28 |
| 8º   | Rivadavia               | 1,142    | 12        | 20    | 32    | 28 |
| 9º   | Independiente (Capital) | 1,107    | 17        | 14    | 31    | 28 |
| 10º  | Juventud Unida          | 0,892    | 13        | 12    | 25    | 28 |

     Clasificó al Torneo Regional Federal Amateur 2019. 
     Descendió a la Primera B 2019.

## Resumen

### Campeones
| Torneo    | Equipo                                       | Título |
| --------- | -------------------------------------------- | ------ |
| Superliga | Club Deportivo Coronel Daza (Liga Chacarera) | 1.°    |
| Anual     | Club Deportivo Américo Tesorieri             | 18.°   |

### Clasificación alRegional Federal Amateur
| Cupo | Equipo                           | Método de clasificación                |
| ---- | -------------------------------- | -------------------------------------- |
| 1    | Club Deportivo Américo Tesorieri | Mejor ubicado en la tabla de promedios |

### Descenso a la Primera B
| Equipo                                  | Método                                |
| --------------------------------------- | ------------------------------------- |
| Asociación Juventud Unida de Santa Rosa | Peor ubicado en la tabla de promedios |